# Jekatierina Dynnik
Jekatierina Olegowna Dynnik (ros. Екатерина Олеговна Дынник; ur. 16 czerwca 1999 r. w Mieżdurieczensku) – rosyjska bokserka, brązowa medalistka mistrzostw świata i Europy.

## Kariera
Boksem zajmuje się od 2010 roku.
W 2018 roku zdobyła brązowy medal w kategorii do 64 kg podczas mistrzostw Europy w Sofii, przegrywając w półfinale z Turczynką Semą Çalışkan. Następnego roku na mistrzostwach świata w Ułan Ude zdobyła brąz, odpadając w półfinale z Chinką Dou Dan.